# Zacharie II de Vagharchapat
Zacharie II de Vagarchapat ou Zakaria II Vałaršapatec‘i (en arménien  Զաքարիա Բ Վաղարշապատցի) est coadjuteur de 1507 à 1515 puis  Catholicos de l'Église apostolique arménienne de 1515 à 1520.

## Biographie
Natif de Vagharchapat, Zacharie devient l’ultime coadjuteur de Sarkis III en 1507 avant de lui succéder comme Catholicos en 1515. Il prend lui-même la même année comme coadjuteur son futur successeur Sarkis Vrastanc‘i.
Zacharie II meurt après un catholicossat de cinq ans en 1520.